# Sainte-Scolasse-sur-Sarthe
Sainte-Scolasse-sur-Sarthe – miejscowość i gmina we Francji, w regionie Normandia, w departamencie Orne.
Według danych na rok 1990 gminę zamieszkiwało 538 osób, a gęstość zaludnienia wynosiła 39 osób/km² (wśród 1815 gmin Dolnej Normandii Sainte-Scolasse-sur-Sarthe plasuje się na 413. miejscu pod względem liczby ludności, natomiast pod względem powierzchni na miejscu 286.).